# 에디 룬드
에디 룬드(Eddie Lund, 1909년 10월 12일 ~ 1973년 12월 4일)는 피아니스트이자 밴드리더이다.
가스톤 길베르트와 함께 타히티 음악의 작곡자·편곡자·연주가로서 유명하다. 스스로 그룹을 결성함과 동시에 섬 출신의 뮤지션 양성이라든가 탤런트의 발굴, 지방에 묻혀 있는 옛노래를 채집, 편곡하는 등 현대 폴리네시안 음악의 발전에 기여하였다. 미국인과 폴리네시아인 사이에서는 인기가 대단하여 취입 레코드도 많았다. 그의 대표적인 히트곡으로는 <타히티 누이>가 있다.

## 디스코그래피
- Rendezvous in Tahiti, (1954)
- Lure of Tahiti, (1959)
- Meet Me in Tahiti, (1961)
- Eddy Lund Tahiti, (1961)
- Eddy Lund Tahiti Dances, (1961)
- Make Mine Tahitian, (1962)
- Maori Lullabye (1962)
- Echoes from a Distant Lagoon (1962)
- Eddy Lund Bar Lea VE 39 (1962)
- Tahitian Paradise (1963) ABC-Paramount
- Eddy Lund Tahiti Mon Amour  Viking V-80 (1965)
- A Night in Tahiti VE 74 (1964)
- Meet Me in Tahiti! VP 21 (?)
- Let's Dance Tahitian VP60 (?)